# Andreas Bergh (Whiplasher Bernadotte)

Andreas Bergh o más conocido como Whiplasher Bernadotte (2 de mayo de 1977, Strömstad, Suecia) es el vocalista principal y cofundador de la banda de metal industrial/gótico Deathstars.

## Trayectoria profesional

### Swordmaster
Andreas Bergh, en sus inicios formó parte como vocalista de la banda de black metal Swordmaster, desde 1995 hasta 1999. En ese periodo de tiempo grabó "Wraths of Time", "Blood Must Be Shed / Wraths of Time", "Postmortem Tales", "Deathraider" y finalmente "Moribund Transgoria" en el año 1999, donde se diluyó la banda. Anderson Aux

### Deathstars
En enero del 2000, fue fundada Deathstars, por tres exmiembros de Swordmaster: Andreas Bergh, Erik Halvorsen, Emil Nödtveidt (conocido como Nightmare), y también por Ole Öhman, exmiembro de Ophthalamia, donde Emil Nödtveidt también había formado parte como guitarrista desde el año 1995 hasta 1998.
Actualmente Deathstars se compone por Andreas Bergh, Emil Nödtveidt, Jonas Kangur (conocido como Skinny) y por Oscar Leander (conocido como Vice, exmiembro de Crescendolls).

Durante sus comienzos hasta la actualidad, esta banda cuenta ya con cuatro discos de estudio. Se dieron a conocer con "Synthetic Generation" (2001) con sencillos como Synthetic Generation y Syndrome. En 2006 sacaron "Termination Bliss", donde se muestra un álbum muy emocional, debido a la tristeza sufrida por el suicidio del hermano de Emil (Jon Nödtveit, exmiembro de Dissection). Sus sencillos fueron Cyanide, Blitzkrieg y Virtue to Vice. En 2009 salió el álbum de estudio hasta la fecha llamado "Night Electric Night" cuyo primer sencillo fue Death Dies Hard y el último Metal.
En 2014 fue realizado un último álbum hasta la fecha llamado "The Perfect Cult" y sus sencillos fueron las canciones “The Perfect Cult” y “All The Devil's Toys".

## Discografía
Con Swordmaster:
- Wraths of Time (EP) (1995)
- Blood Must Be Shed / Wraths of Time (Split) (1996)
- Post mortem Tales (Full-length) (1997)
- Deathraider (EP) (1998)
- Moribund Transgoria (Full-length) (1999)

Con Deathstars:
- Synthetic Generation (2001)
- Termination Bliss (2006)
- Night Electric Night (2009)
- The Perfect Cult (2014)

## Páginas de interés
- Página web oficial de Deathstars.
- Saber más sobre Deathstars en Wikipedia.

- Datos: Q4083958